# Karpnickie Stawy
Karpnickie Stawy, Stawy Karpnickie – zespół stawów hodowlanych położony w południowo-zachodniej Polsce, w Sudetach Zachodnich, w Kotlinie Jeleniogórskiej.

## Położenie
Stawy położone są na skraju środkowo-wschodniej części Kotliny Jeleniogórskiej, w dorzeczu Bobru u zbiegu trzech potoków, w rozszerzeniach kotliny pomiędzy Karpnikami, Krogulcem, u północnego podnóża Karpnickich Wzgórz i zachodniego podnóża Rudaw Janowickich. Cały obszar znajduje się na terenie Rudawskiego Parku Krajobrazowego.

## Opis
Rozległy zespół cenny przyrodniczo starych stawów rybnych, groblowych i nieckowych, liczący kilkadziesiąt stawów o łącznej powierzchni ok. 211,3 ha. Maksymalna głębokość wynosi do 2,5 m. Wysokość terenu około 350 m n.p.m. Jego krajobraz zdominowany jest przez kompleks stawów rybnych, otoczonych fragmentami starodrzewu oraz mozaiką siedlisk łąkowych i leśnych. Przez centralną część obszaru przepływa Karpnicki Potok. Stawy zasilane są wodami Karpnickiego Potoku, Łupi i Grószkówki. Stawy ze względu na torfowe podłoża i swoje położenie w Kotlinie Jeleniogórskiej przed pasmem Karkonoszy, które zagradzają drogę ptasim migracjom, są odwiedzane przez przelatujące ptaki.

## Flora i Fauna
Stawy Karpnickie stanowią najwartościowszy biotop wodny, z punktu widzenia awifauny, gnieździ się tutaj wiele wskaźnikowych, rzadkich oraz zagrożonych gatunków na Śląsku, między innymi: łabędź niemy, zimorodek, sieweczka rzeczna, pliszka górska, derkacz. Na obszarze kompleksu stawów żerują nietoperze, w tym nocek duży, których trzy kolonie rozrodcze zlokalizowane są w sąsiadującej miejscowości Karpniki. Stawy stanowią ostoje ptactwa wodnego i błotnego, gniazduje tu wiele gatunków ptaków:dzikich kaczek, bocian biały i czarny, czapla siwa, żuraw zwyczajny, perkoz dwuczuby i wiele innych. Sporadycznie występują również ptaki drapieżne: puszczyk, jastrzębie, kruk, oraz rzadko spotykane dzięcioły zielonosiwe, dzięcioły duże oraz łozówki. Kompleks stawów stwarza ponadto ważne siedliska dla zachowania namuliskowych gatunków roślin na krańcu ich zasięgu wysokościowego. Karpnicki Potok stanowi ważny korytarz migracyjny dla roślin higrofilnych siedlisk nadrzecznych. Na obszarze stawów występują brzegi lub osuszane dna zbiorników wodnych ze zbiorowiskami roślinnymi Littorelletea, nizinne i podgórskie rzeki ze zbiorowiskami włosieniczników Ranunculionfluitantis, ziołorośla górskie (Adenostylion alliariae) i ziołorośla nadrzeczne (Convolvuletalia sepium), niżowe i górskie świeże łąki użytkowane ekstensywnie (Arrhenatherion elatioris), łęgi wierzbowe, topolowe, olszowe i jesionowe, olsy źródliskowe. W ostoi żyje duża populacja Pachnicy dębowej.

## Historia
Niektóre stawy z kompleksu Stawów Karpnickich, nazywanych również Królewskimi, założone zostały już w XV wieku w celach hodowlanych, czego śladem są liczne imponujące dęby szypułkowe na groblach. Pozostałe stawy powstały wraz z całym założeniem parkowym na początku XIX wieku. W przeszłości kompleks liczył o wiele więcej stawów, obecnie po scaleniu i sprywatyzowaniu zespół liczy kilkadziesiąt stawów. Przez jakiś czas Stawy Karpnickie były w posiadaniu Schaffgotschów, jednego z najpotężniejszych rodów szlacheckich na Śląsku.

## Inne
- Stawy stanowią ostoję ptactwa wodnego i błotnego.
- Zachodnim krajem stawów prowadzi Droga Królewska, będąca główną osią kompleksu krajobrazowego między Karpnikami, a Mysłakowicami.